# L'ombra delle colline
L'ombra delle colline è un romanzo di Giovanni Arpino del 1964. Con questo romanzo Arpino vinse il Premio Strega nello stesso anno.
Il libro ha avuto traduzione in varie lingue.

## Trama
Il romanzo si apre con la descrizione di uno degli incubi che popolano le notti di Stefano Illuminati, l'io narrante, incubi che hanno origine da un episodio avvenuto nel 1943. Stefano, che allora aveva tredici anni e viveva nelle Langhe occupate dai nazisti, aveva ucciso un tedesco quasi per gioco con una rivoltella rubata al padre, colonnello dell'esercito e fascista, e poi ne aveva nascosto il corpo senza dire nulla a nessuno, nemmeno al fidatissimo amico Francesco con cui tante volte aveva parlato di attuare un simile progetto.

Circa vent'anni dopo, Stefano vive a Roma e da molti anni non torna in Piemonte e non vede la famiglia. Reduce da un anno difficile, 
 sfibrato e deluso, decide di intraprendere un viaggio verso le Langhe, per «fare ordine» e «riafferrare il capo delle antiche energie vitali». Lo accompagna Laura, detta Lu, che un tempo è stata sua amante. Lu e Stefano sono stati vicini ad avere un figlio, ma vi hanno rinunciato e il loro rapporto si è trasformato in semplice amicizia, anche se Lu è tormentata dal pensiero della maternità mancata.
Durante il lento viaggio, con tappe a Bolsena, Pisa, Piacenza e Campione d'Italia prima di giungere in Piemonte, Stefano ripercorre la sua vita. Il nonno di Stefano era un amante delle feste, delle donne e del buon cibo; antifascista, è morto poco dopo l'entrata in guerra dell'Italia. Nella grande casa nelle campagne piemontesi Stefano trascorreva l'estate giocando col suo grande amico Francesco, figlio di un contadino, Doro, che accudiva i campi e le stalle della famiglia di Stefano. Doro, di simpatie comuniste, morirà gettandosi in un pozzo, disperato per la morte di un maiale in cui aveva riposto speranze economiche nel periodo dell'occupazione nazista.
Il padre di Stefano, Giacomo Illuminati, marito di una figlia del nonno, è un austero e severo militare, che cerca di inculcare in Stefano la disciplina, costringendolo a rispondere «comandi» ogni volta che lo chiama: nel corso del racconto Stefano lo chiama sempre «il colonnello», mai «mio padre». Convinto sostenitore del regime fascista, il colonnello presta servizio a Piacenza, dove anche Stefano e la madre trascorrono l'inverno e dove Stefano deve partecipare come balilla alle adunate giovanili.
Il colonnello rinuncia a partecipare a spedizioni militari per stare accanto alla famiglia e questo gli costa molta sofferenza. Le sue convinzioni subiscono un crollo in occasione dell'armistizio del 1943: costretto a scappare da Piacenza per sfuggire ai tedeschi, si presenta nelle Langhe, dove già da tempo erano Stefano e la madre, irriconoscibile, ridotto all'ombra di se stesso, con la barba lunga e la divisa sciupata, cose poco prima impensabili.
L'episodio dell'uccisione del tedesco si colloca nei mesi che seguono. All'inizio del 1944 Stefano, frastornato dagli avvenimenti in cui non riesce a districarsi, è preso dal desiderio di fare qualcosa e, non ancora quattordicenne, decide di fuggire. A Milano riesce a far credere di essere più vecchio e in una caserma della guardia repubblicana fascista gli danno un foglio di via e lo mandano a La Spezia, dove viene arruolato nella Decima Mas. Seguono mesi durante i quali i commilitoni più anziani attendono inutilmente l'occasione che non giunge mai di entrare in azione. Stefano fugge e fa ritorno a casa quando due marò di poco più anziani di lui cercano senza riuscirci di introdurlo in una casa di tolleranza.
In Piemonte avviene il riavvicinamento con Francesco e l'adesione alla lotta partigiana. Stefano si trova a Torino il giorno della liberazione della città. Negli anni successivi Stefano viene coinvolto dai movimenti politici di sinistra, poi si trasferisce a Roma dove comincia a lavorare in un ufficio. Il colonnello rimane solo nella casa delle Langhe, con la compagnia della fedele domestica Caterina, sempre immerso in inutili studi militari, senza rivedere Stefano per molti anni.

Quando Stefano e Lu arrivano a casa del colonnello, i rapporti tra padre e figlio sono sempre difficili e superficiali, ma il distacco e la severità del colonnello sono ormai solo una facciata. Quando parla con Lu, il colonnello si informa continuamente di Stefano, vuole sapere della sua vita e dei suoi successi. Stefano prima di ripartire rivede Francesco, anch'egli sfiduciato, svuotato degli entusiasmi giovanili, convinto di non essere riuscito a realizzare ciò per cui ha lottato. 
 si dice Stefano, ma il viaggio pare averlo rinfrancato perché conclude che non esistono ricordi da abbandonare e che 

## Edizioni
- Giovanni Arpino, L'ombra delle colline, A. Mondadori, Milano 1964
- Giovanni Arpino, L'ombra delle colline, introduzione di Giulio Nascimbeni, A. Mondadori, Milano 1970
- Giovanni Arpino, L'ombra delle colline, prefazione di Giorgio Barberi Squarotti, UTET, Torino 2006
- Giovanni Arpino, Opere scelte, a cura e con un saggio introduttivo di Rolando Damiani, A. Mondadori, Milano 2009